# Pycnolejeunea retusa
Pycnolejeunea retusa är en bladmossart som beskrevs av Rudolf Mathias Schuster. Pycnolejeunea retusa ingår i släktet Pycnolejeunea och familjen Lejeuneaceae. Inga underarter finns listade i Catalogue of Life.